# Sandro Djurić
Sandro Djurić (sinh ngày 15 tháng 2 năm 1994) là một cầu thủ bóng đá người Áo hiện tại thi đấu cho Austria Lustenau.